# Tatort: Der feine Geist
Der feine Geist ist ein Fernsehfilm aus der Krimireihe Tatort. Der vom MDR produzierte Beitrag wurde am 1. Januar 2021 im Ersten ausgestrahlt. In dieser 1151. Tatort-Folge ermitteln die Weimarer Kommissare Lessing und Dorn in ihrem elften und letzten Fall.

## Handlung
Kira Dorn und Lessing werden zufällig Zeugen, als in der Weimarer Innenstadt ein Geldbote von Geist Security vor einem Juwelierladen ermordet wird. Sie verfolgen den mutmaßlichen Täter, der einen mit einer aktivierten Rauchgranate und einer Farbbombe gesicherten Geldkoffer trägt, in die Parkhöhle. In der mit rotem Rauch gefüllten und daher unüberschaubaren Höhle geht Lessing vorsichtig voran, woraufhin der Täter einen einzelnen Schuss auf ihn abgibt. Der Zuschauer hört eine Metallklappe und fliehende Schritte, während kurz die kopflose Statue am Tempelherrenhaus im Ilmpark zu sehen ist. Dorn klettert aus scheinbar derselben Metallklappe ins Freie, und Lessing kommt nach ihr ebenfalls heraus. Lessing hat in Dorns Wahrnehmung nur einen harmlosen Streifschuss am linken Arm erlitten. Lessing fordert Dorn auf, den flüchtenden Täter zu verfolgen, während er selber sich per Taxi zur Klinik begeben will, um seine Wunde behandeln zu lassen. Der Täter entkommt Dorn jedoch unerkannt. Wenig später wird Holger Wollbach, ein weiterer Mitarbeiter von Geist Security, auf die gleiche Weise bei einem Geldtransport niedergeschossen, überlebt jedoch.
Wegen der Umstände der Tötung, die einer Hinrichtung glich, vermutet Dorn ein anderes Tatmotiv als einen Geldbeschaffungs-Raubmord, was Stichs erste Theorie ist. Dorn telefoniert zweimal mit Lessing, einmal als dieser in einer als Taxi fungierenden Kutsche auf dem Weg zur Klinik ist und einmal als er sich die Wunde zu ihrer Verwunderung gar nicht in der Klinik, sondern in der pathologischen Abteilung der Rechtsmedizin versorgen lässt. Dorns Verdacht fällt auf die Sicherheitsfirma Geist Security, deren Geschäftsführer Ludger Döllstädt der Getötete war. Döllstädt war für den erkrankten Mitarbeiter Pierre Mahlig als Geldbote eingesprungen. Bei den Ermittlungen in der Firma wird deutlich, dass deren Beschäftigte mehr als nur eine Arbeitsbeziehung pflegen und sich als Familie verstehen. Viele der Mitarbeiter wohnen sogar im Firmengebäude. Mehrere von ihnen haben Vorstrafen, die Firma gibt ihnen eine Chance zur Resozialisierung. Dorn fällt bei der Befragung des Gründers und Eigentümers der Firma, John Geist, dessen Sammlung exotischer Vögel auf, die als geschützte Arten auf dem Schwarzmarkt hohe Preise erzielen. Sie stellt zudem fest, dass Lessing das getötete Opfer nur eine Woche zuvor bei einer Fahrzeugkontrolle zusammen mit Maike Viebrock, der für Artenschutz zuständigen Abteilungsleiterin des Thüringer Landesverwaltungsamtes, angetroffen hat. Im Kofferraum befand sich ein streng geschützter Spixara. Dorn findet ein Dokument, aus dem hervorgeht, dass Viebrock Geist eine Zoogenehmigung ausgestellt hat. Dorn und Lessing konfrontieren John Geist, als der Wollbach im Krankenhaus besucht, mit dem Verdacht, er habe, um das Auffliegen des illegalen Tierhandels zu verhindern, die Morde beauftragt und habe auch Lessing liquidieren wollen. Geist weist dies empört zurück.
Der Sicherheitsfirmen-Mitarbeiter Pierre Mahlig bringt Dorn auf eine weitere Spur: Bei einem Konzert ein Jahr zuvor, das von der Sicherheitsfirma begleitet wurde, hatte Wollbach pflichtwidrig seinen Platz verlassen, weshalb seine Kollegin Mia bei einem Stromausfall mit der entstandenen Panik überfordert war, bei der sie und ihr Kind ums Leben kamen.
Auf der Suche nach dem Projektil, mit dem Lessing vermeintlich angeschossen wurde und das sich noch in der Parkhöhle befinden muss, findet Kollege Pohl („Lupo“) dort den toten Lessing. Er meldet diesen Fund per Telefon an Stich, der daraufhin die in ihre Arbeit vertiefte Dorn anschreien muss, damit sie das Gespräch mit Lupo annimmt. Erst durch diese Konfrontation wird Dorn in die Realität von Lessings Tod zurückgeholt. Vor ihrem geistigen Auge laufen jetzt die tatsächlichen Ereignisse in der Parkhöhle ab. Sie war die einzige Person, die Lessing nach dem Einsatz in der Parkhöhle zu sehen geglaubt hat. Für alle anderen war er nicht anwesend, weil vermeintlich in der Klinik. Lupo trauert tief um Lessing; er spürt noch Lessings Geist in der Parkhöhle und weigert sich, diesen Ort zu verlassen.
Nachdem Dorn den Tod ihres Partners und Kollegen begriffen hat, findet sie heraus, dass Mia die Lebenspartnerin der Firmensekretärin Kerstin Brune war, die somit ein Rachemotiv hat. Bei der Fahndung nach der Täterin findet sie in der illegalen Tierzucht-Anlage den von Brune getöteten John Geist. An der Parkhöhle kann sie Brune stellen. Obwohl Stich ihr die Gelegenheit verschafft, diese in einem Akt von Selbstjustiz zu erschießen, überzeugt sie die gefühlte Anwesenheit Lessings, diese Schuld nicht auf sich zu nehmen.

## Hintergrund
Der Film wurde vom 11. Februar 2020 bis zum 13. März 2020 in Weimar und Umgebung gedreht. Drehorte waren unter anderem die Parkhöhle und das Thüringer Landesverwaltungsamt.

## Rezeption

### Kritiken
„Rilke-Rezitationen über das Jenseits, Stimmen aus dem Geisterreich und Liebesbeziehungen, die über Zeit und Raum erhaben sind – der »Tatort« aus dem Goethe-Hotspot lässt seine Sturm-und-Drang-Phase hinter sich und holt zum romantischen Rundumschlag aus.“

### Einschaltquoten
Die Erstausstrahlung von Der feine Geist am 1. Januar 2021 wurde in Deutschland von 8,89 Millionen Zuschauern gesehen und erreichte einen Marktanteil von 24,1 % für Das Erste.